# Степний (Ташлинський район)
Степни́й (рос. Степной) — селище у складі Ташлинського району Оренбурзької області, Росія.

## Населення
Населення — 1170 осіб (2010; 1248 у 2002).
Національний склад (станом на 2002 рік):
- росіяни — 58 %